# Batodonoides
Batodonoides powayensis
Genre
Espèce
Taxons de rang inférieur
- Espèces (3) voir paragraphe #Espèces

Batodonoides est un genre fossile de petits mammifères insectivores, qui vivaient en Amérique du Nord il y a  53 à 42 millions d'années, à l'Éocène. Ce genre appartient à la famille, également fossile, des Geolabididae (en).

## Espèces
- Batodonoides powayensis Novacek, 1976 - espèce type
- Batodonoides rileyi Kelly 2013[réf. nécessaire][1]
- Batodonoides vanhouteni Bloch et al. 1998
- Batodonoides walshi Kelly 2010[2]

Selon Paleobiology Database, en 2022, le nombre d'espèces référencées est de trois :
- †Batodonoides powayensis Novacek, 1976 - espèce type
- †Batodonoides vanhouteni Bloch et al. 1998
- †Batodonoides walshi Kelly 2010

### Batodonoides powayensis
Batodonoides powayensis est défini par le spécimen type UCMP (en) V-96459. Les restes fossiles retrouvés en Californie (États-Unis) indiquent que c'était un insectivore vivant dans le sol. Ils sont datés à 46,2–42 Ma (au Lutécien, dans l'Éocène moyen).

### Batodonoides vanhouteni
Batodonoides vanhouteni, découvert dans les gisements wasatchiens (en) du Wyoming (États-Unis), est décrit sur la base d'un spécimen juvénile, dont il ne reste qu'une mandibule et quelques dents, datées d'environ 53 Ma (Éocène inférieur).
Sur la base de la taille de ses molaires, on estime que Batodonoides  vanhouteni pesait environ 1,3 gramme (0,93–1,82 g), ce qui en fait le plus petit mammifère connu.

## Systématique
Le nom valide de ce taxon est Batodonoides.

## Publication originale
- Contr. Sci. No. 283